# ویلیام ای. کلرک
ویلیام ای. کلرک (به انگلیسی: William A. Clark) سناتور سابق عضو حزب دموکرات ایالات متحده آمریکا بود. وی در سال ۱۸۹۹ تا ۱۹۰۰ و ۱۹۰۱ تا ۱۹۰۷ میلادی سناتور ایالت مونتانا در سنای ایالات متحده آمریکا بود.
گران ترین فرش جهان،یعنی فرش کلارک سیکل برگی که در کرمان بافته شد، تا قرن بیستم به او تعلق داشت که وی او را به موزه کورکوران واشینگتن اهدا کرد و بعد ها به قیمت 33,765,000$ دلار توسط شخص نامعلومی خریده شد.